# Liste der Naturdenkmale in Ingelbach
Die Liste der Naturdenkmale in Ingelbach nennt die im Gemeindegebiet von Ingelbach ausgewiesenen Naturdenkmale (Stand 15. Februar 2024).

## Naturdenkmale
| Nr.         | Bezeichnung                       | Lage                         | Beschreibung | Bild            |
| ----------- | --------------------------------- | ---------------------------- | ------------ | --------------- |
| ND-7132-430 | Eiche auf dem Hofgrundstück Freyn | Auf dem Beul, bei Nr. 4 Lage | Quercus sp.  | Fotos hochladen |